# جوزپه وارنی
جوزپه وارنی (ایتالیایی: Giuseppe Varni؛ ۲۰ مارس ۱۹۰۲ – ۲۵ فوریه ۱۹۶۵) بازیگر اهل ایتالیا بود.
از فیلم‌هایی که وی در آن نقش داشته‌است، می‌توان به مؤسسه ریکوردی، تاکسی شب، جادوی سیاه، مادالنا، نمره اخلاق صفر، کجا می‌روی، نیروی سرنوشت، اودسا در میان شعله‌ها، نخستین عشق، معشوقه پنهانی، نغمه‌های جاویدان، عشق‌های حزن‌انگیز، تمام رم در برابر او لرزید، تمام رم در برابر او لرزید، بر رنگین‌کمان می‌رقصیم و مسالینا اشاره کرد.